# 花房銀子
花房 銀子（はなぶさ ぎんこ、1915年6月29日 - 没年不詳）は、日本の女優である。本名藤井 マツ子（ふじい まつこ）。

## 人物・来歴
1915年（大正4年）6月29日、山口県に生まれる。
大阪に移り、大阪市立大阪高等女学校（現在の大阪府立大手前高等学校）に進学するも、同校を中途退学し、京都の大丸の煙草売場に勤務していたところ、1932年（昭和7年）、当時、新興キネマ専務取締役の職にあった立花良介に見いだされ、同社に入社する。同年6月4日に公開された清涼卓明監督の『草笛を吹きつゝ』、同年6月30日に公開された高見貞衛監督の『大空に描く』に「花房 銀子」の名でつづけて出演し、満16歳で映画界にデビューした。当時の『日本映画俳優名鑑』の記述によれば、満19歳のころの花房は「身長五尺ニ寸、體重十二貫八百匁」とあり、これは「身長157.6センチメートル、体重48キログラム」にあたる。時代劇の剣戟映画、現代劇にと出演し、1933年（昭和8年）3月13日に公開された川手二郎監督の『時雨ひととき』、同年6月22日に公開された渡辺新太郎監督の『十二階下の少年達』等に主演した。
1935年（昭和10年）12月末、太秦帷子ヶ辻中開町（現在の右京区太秦堀ヶ内町）に、牧野省三の長男であるマキノ正博がトーキーのための新しい撮影所を建設した新会社、マキノトーキー製作所を設立、花房は設立と同時に入社、同年に公開された根岸東一郎監督の『無鉄砲選手』等に出演した。1936年（昭和11年）、加賀まりこの父、加賀四郎の加賀ブラザースプロダクションが製作した鈴木傳明監督の『鋪道の囁き』に出演しているが、同作は当時は公開されず、第二次世界大戦終了直後の1946年（昭和21年）6月27日に『思い出の東京』と改題されて公開されている。大戦中の1942年（昭和17年）に製作・公開された長尾史録監督の『大いなる行進』以降、出演記録が見当たらない。その後の消息は不明である。没年不詳。

## フィルモグラフィ
すべてクレジットは「出演」である。公開日の右側には役名、および東京国立近代美術館フィルムセンター（NFC）、マツダ映画社所蔵等の上映用プリントの現存状況についても記す。同センター等に所蔵されていないものは、とくに1940年代以前の作品についてはほぼ現存しないフィルムである。

### 新興キネマ
特筆以外すべて製作・配給は「新興キネマ」である。1935年（昭和10年）に現代劇部門を「新興キネマ東京撮影所」に分離して以降、京都の生産拠点を「新興キネマ京都撮影所」と改称した。
製作 新興キネマ
- 『草笛を吹きつゝ』 : 監督清涼卓明、1932年6月4日公開 - 女工員のお清
- 『大空に描く』 : 監督高見貞衛、1932年6月30日公開 - 幸吉の娘千鶴子
- 『白蓮』 : 監督木村恵吾、製作入江プロダクション、配給新興キネマ、1932年12月8日公開 - お勇
- 『魔笛』 : 監督渡辺新太郎、1932年12月15日公開 - 忠雄の義妹弥撤子
- 『時雨ひととき』 : 監督川手二郎、1933年3月13日公開 - 香代子（主演）
- 『十二階下の少年達』 : 監督渡辺新太郎、1933年6月22日公開 - 桜井の妹お静（主演）
- 『街の灯』 : 監督清涼卓明、1933年6月22日公開 - 盲目のおみち（主演）
- 『われ等若し戦はば』 : 監督上野信二郎、1933年8月1日公開 - 洋子の妹栄子
- 『磧の霧 滝の与平次』 : 監督山本松男、製作嵐寛寿郎プロダクション、配給新興キネマ、1933年8月31日公開 - 与平次の女房お光
- 『島の娘勝太郎物語』 : 監督寿々喜多呂九平、1933年10月14日公開 - お小夜
- 『母三人 前篇』 : 監督曾根純三、1933年10月19日公開 - 娘お豊
- 『その夜の花婿』 : 監督渡辺新太郎、1933年10月25日公開 - お君
- 『母三人 後篇』 : 監督曾根純三、1933年10月25日公開 - 娘お豊
- 『やどり木』 : 監督寿々喜多呂九平、1933年12月27日公開 - 彦弥の娘田鶴子
- 『神風連』 : 監督溝口健二、製作入江プロダクション、配給新興キネマ、1934年2月1日公開 - おやす
- 『愉快な溜息』 : 監督上野信二郎、1934年3月8日公開 - 糸子
- 『銭形平次捕物控 紅蓮地獄』 : 監督山本松男、製作嵐寛寿郎プロダクション、配給新興キネマ、1934年4月25日公開 - お品
- 『若衆髷』 : 監督村田正雄、1934年5月10日公開 - お美濃
- 『前科もの二人女』 : 監督石田民三、1934年7月31日公開 - その妹お鎌
- 『鐘はなぜ鳴るか』 : 監督上野信二郎、1934年8月22日公開 - 玲子
- 『巨人街』 : 監督田中重雄、1934年9月13日公開 - 禎次の妹美子
- 『七宝の桂』 : 監督寿々喜多呂九平、1934年10月11日公開 - モデルの女静江
- 『地獄往来』 : 監督村田正雄、1934年10月15日公開 - お艶
- 『仙太の仁義』 : 監督弐伸二、1934年12月25日公開 - 安五郎の一人娘お峰

製作 新興キネマ京都撮影所
- 『港の夜霧』 : 監督清涼卓明、1935年2月14日公開 - その妻澄子
- 『陽炎』 : 監督広瀬五郎、1935年2月14日公開 - 但馬の娘雪江
- 『福寿草』 : 監督川手二郎、製作新興キネマ東京撮影所、配給新興キネマ、1935年3月7日公開 - 薫の学友春日公子、45分尺で現存（マツダ映画社蔵[7]）
- 『ヒュッテの一夜』 : 監督落合吉人・西鉄平、1935年4月11日公開 - 村娘おしげ
- 『姓は丹下名は茶善』 : 監督藤田潤一、1935年5月8日公開 - 渦巻四海の妹秋野
- 『恋慕草鞋』 : 監督押本七之輔、1935年5月15日公開 - お君
- 『愛憎一代』 : 監督松田定次、1935年6月6日公開 - お糸
- 『女流探訪記者』 : 監督久松静児、製作新興キネマ東京撮影所、配給新興キネマ、1935年10月3日公開 - 信二郎の娘枝美子
- 『己が罪』 : 監督西鉄平、製作新興キネマ東京撮影所、配給新興キネマ、1936年1月15日公開 - おみつ

### マキノトーキー製作所
特筆以外すべて製作は「マキノトーキー製作所」、配給は「千鳥興行」である。
- 『無鉄砲選手』 : 監督根岸東一郎、1935年製作・公開 - 君千代、15分の部分が現存（NFC所蔵[6]）
- 『浪人天国』 : 監督久保為義、1936年1月19日公開
- 『白浪五人男』 : 監督久保為義・マキノ正博、1936年1月24日公開
- 『切られお富』 : 監督広瀬五郎、1936年3月1日公開
- 『鋪道の囁き』（戦後公開題『思い出の東京』） : 監督鈴木傳明、製作加賀ブラザースプロダクション（加賀四郎）、1936年製作、1946年6月27日公開 - 妹初枝、84分尺で現存（NFC所蔵[6]）
- 『大地に誓ふ』 : 監督山口順弘、製作鑛山協會、配給加治商会、1939年製作・公開 - 都会の女、41分尺で現存（NFC所蔵[6]）
- 『大いなる行進』 : 監督長尾史録、製作・配給都商会文化映画部、1942年製作・公開 - 役名不明、38分尺で現存（NFC所蔵[6]）